# 伊拉克利·齐列基泽
伊拉克利·齐列基泽（1982年5月3日—）是一名格鲁吉亚男子柔道运动员。他曾参加2008年夏季奥林匹克运动会，在男子90公斤级项目中收获一枚金牌。